# Melanotica nigribasis
Melanotica nigribasis là một loài bướm đêm trong họ Noctuidae.